# Rodzinka rządzi
Rodzinka rządzi (ang. The Boss Baby: Family Business, tytuł roboczy: The Boss Baby 2) – amerykański film animowany z 2021 roku w reżyserii Toma McGratha, wyprodukowany przez studio DreamWorks Animation i dystrybuowany przez Universal Pictures. Film stanowi sequel dla filmu Dzieciak rządzi.

## Fabuła
Tim Templeton staje się dorosły. Mieszka w swoim domu rodzinnym z żoną Carol oraz dwiema córkami: siedmioletnią Tabithą oraz niemowlęciem Tiną. Jego młodszy brat Ted jest odnoszącym sukcesy dyrektorem generalnym i nie ma zbyt wiele czasu na spędzanie go z rodziną. Tabitha w wyniku dorastania zaczyna się zachowywać dojrzalej i rezygnuje z niektórych form spędzania czasu z rodzicami, jakie dotąd podejmowała.
Pewnej nocy Tim zagląda do pokoju Tiny, gdzie znajduje swój telefon wykonujący połączenie głosowe. Odkrywa, że Tina jest pracownikiem firmy Baby Corp, która otrzymała ważne zadanie poza siedzibą firmy, tak jak kiedyś Ted, od którego potrzebuje pomocy w wykonaniu zadania. Pomimo dezaprobaty Tima, Tina wysyła wiadomość głosową do Teda, który przybywa do domu Templetonów.
Tina przedstawia braciom Templeton nową formułę mleka, która pozwala odmłodzić ciało spożywającego na dwie doby. Tim i Ted wypijają je, żeby wtopić się w środowisko szkolne celem odkrycia i powstrzymania planów hipnozy rodziców uczęszczających do szkoły dzieci za pośrednictwem mobilnej aplikacji, za którymi stoi dyrektor szkoły, doktor Erwin Armstrong.

## Obsada
- James Marsden jako Tim Templeton
- Alec Baldwin jako Ted Templeton
- Ariana Greenblatt jako Tabitha Templeton
- Amy Sedaris jako Tina Templeton
- Jeff Goldblum jako doktor Erwin Armstrong
- Eva Longoria jako Carol Templeton
- Jimmy Kimmel jako ojciec Tima
- Lisa Kudrow jako matka Tima
- James McGrath jako mag w budziku

### Wersja polska
- Kamil Kula – Tim Templeton
- Krzysztof Banaszyk – Ted Templeton
- Antonina Krylik – Tabitha Templeton
- Agnieszka Fajlhauer – Tina Templeton
- Krzysztof Dracz – doktor Erwin Armstrong
- Katarzyna Łaska – Carol Templeton
- Waldemar Barwiński – ojciec Tima
- Lidia Sadowa – matka Tima
- Jarosław Boberek – mag
- Krzysztof Szczepaniak – Nathan
- Julia Łukowiak – Meghan
- Sebastian Perdek – burmistrz Jimbo

## Produkcja
25 maja 2017 studia Universal Pictures oraz DreamWorks Animation zapowiedział sequel filmu Dzieciak rządzi, którego datę premiery wskazano na 2 marca 2021 z Aleciem Baldwinem w roli głównej. 17 maja 2019 zapowiedziano, że reżyserem również będzie Tom McGrath, a Jeff Hermann obejmie stanowisko producenta filmu. 
Produkcja filmu częściowo odbyła się zdalnie z powodu ówcześnie trwającej pandemii COVID-19.

### Muzyka
Muzykę do filmu ponownie skomponowali Hans Zimmer oraz Steve Mazzaro. Zawartą w filmie piosenkę zatytułowaną „If You Want to Sing Out, Sing Out” zaśpiewał Jacob Collier. Gary Barlow skomponował także autorską piosenkę „Together We Stand”.

## Odbiór
Film uzyskał średnie recenzje w agregatorze opinii Rotten Tomatoes, osiągając wynik 46% na podstawie 102 recenzji, co daje średni wynik 5,3 na 10 punktów. W serwisie Metacritic natomiast film zyskał ogólnie niepochlebne recenzje, osiągając średnik wynik 39 na 100 punktów na podstawie 20 recenzji.

## Nominacje
Gary Barlow oraz Ariana Greenblatt zostali nominowani do nagrody w kategorii najlepsza oryginalna piosenka w filmie animowanym za skomponowaną piosenkę „Together We Stand” podczas 12. edycji wydarzenia Hollywood Music in Media Awards. Ponadto film został nominowany do nagrody w kategorii najlepszy film animowany podczas Nickelodeon Kids’ Choice Awards 2022.

## Kontynuacja
W czerwcu 2021 podczas sesji pytań i odpowiedzi z Aleciem Baldwinem oraz Amy Sedaris ujawniono, że trzecia część serii filmów znajduje się na wczesnym etapie produkcji.